# 开放文档格式
開放文件格式，或開放文檔格式（英語：OpenDocument Format，簡稱ODF），全稱用於辦公室應用程式的開放文件格式（Open Document Format for Office Applications），是一種規範，基於XML並以ZIP壓縮的格式，因應文書處理文件、試算表、簡報和圖表等電子文件而設置。
它的規格原本由昇陽電腦開發，標準則由OASIS Open Document Format for Office Applications（OpenDocument）TC（又稱為OASIS ODF TC）所開發。存在一個自由與開放的OASIS標準，以ISO/IEC國際標準發佈──《ISO/IEC 26300:2015 Open Document Format for Office Applications（OpenDocument）v1.2》。
開放文件格式提供一個取代私有專利文件格式的一個方案，使得政府、組織、企業或個人不會因為文件格式而被廠商套牢（Vendor lock-in）。
這裡「開放文件格式」是指專有名詞「OpenDocument Format」，字面意思即是一種開放的文件檔案格式（open document format）。

## 歷史
2002年12月，Arbortext、波音、科立爾、CSW Informatics、Drake Certivo、澳大利亞國家檔案館、紐約州總檢察官辦公室、聖經文學學會、索尼、Stellent和昇陽電腦成立OASIS Open Office XML Format技術委員會，開發一種XML的標準文件檔案格式。第一份委員會草案在2003年3月通過，第二份在2004年12月通過。
2005年1月，OASIS Open Office XML Format技術委員會改名為OASIS Open Document Format for Office Applications技術委員會，以強調其規範不僅適用於OpenOffice.org，也適合任何辦公軟體應用。第三份委員會草案在2005年3月通過。
2005年5月，OpenDocument成為一OASIS標準。
2006年11月30日，OpenDocument成為ISO與IEC國際標準，正式標準名稱為ISO/IEC26300。
2012年1月11日，ODF 1.2发布。
2015年6月9日，ODF 1.2成为ISO国际标准。
2021年4月，ODF 1.3发布。
2022年3月，ODF 1.4发布。

## 应用程序支持
OpenDocument格式被用于自由软件和专有软件。这包括办公室套件（独立的和基于web的）还有单独的文字处理软件、电子表格软件、演示稿软件、数据管理软件。
- AbiWord[6][7]
- Adobe Buzzword[8]
- Apache OpenOffice
- Atlantis Word Processor[9]
- Calibre ebook查看器、转换器、编辑器和管理器
- Calligra Suite[10]
- Corel WordPerfect Office X6[11]
- Evince
- Gnumeric[12]
- Google Docs
- IBM Lotus Symphony[13][14][15]
- Inkscape 导出 .odg
- KOffice[16]
- LibreOffice[13]
- Microsoft Office 2003 和 Office XP（含Open Source OpenXML/ODF Translator Add-in for Office）[17]
- Microsoft Office 2007（Service Pack 2或3）支持 ODF 1.1[18]（仅限Windows）
- Microsoft Office 2010 支持 ODF 1.1（仅限Windows）
- Microsoft Office 2013 支持 ODF 1.2（仅限Windows）
- Microsoft Office 2016 與 Microsoft Office 2019 支持 ODF 1.2（Windows：读写皆可；OS X：在线转换后只读[19]）
- Microsoft Office 2024 支持 ODF 1.3[20]
- Microsoft Office 2024 支持 ODF 1.4[21]
- Microsoft OneDrive / Office Web Apps[22]
- NeoOffice
- Okular
- ONLYOFFICE
- OpenOffice.org
- Scribus 导入 .odt、.odg
- SoftMaker Office
- Sun Microsystems StarOffice
- TextEdit
- WordPad 6.1（Windows 7）部分支持。
- Zoho Office Suite[13]

从Mac OS X 10.5开始，TextEdit应用和Quick Look预览功能支持OpenDocument Text格式。

## 外界響應
由於ODF的其中一個目標是保證用戶能長期存取資料並不受技術及法律上的障礙，因此ODF受到多個国家的政府部門注意，韩国、加拿大、澳洲、美國、印度和歐洲國家都開始測試ODF的可行性。
台湾数位发展部亦引導公務機關從文件製作、保存均以開放文件格式處理，并提供ODF文件應用工具。

## 外部連結
- 维基共享资源上的相關多媒體資源：开放文档格式
- OpenDocumentFormat.org （页面存档备份，存于） 面向消费者、商业用户和开发者的主题首页，含有OpenDocument格式的相关信息。
- Document Freedom Day
- OpenDoc Society （页面存档备份，存于） 由来自全世界成员组成的推广OpenDocument格式之类软件办公效率最优秀的做法的组织。
- OpenDocument Fellowship （页面存档备份，存于） 由来自全世界志愿者组成的推广接受、应用和开发OpenDocument格式的组织。
- OpenDocument XML.org （页面存档备份，存于） OpenDocument OASIS 标准（ISO/IEC 26300）的官方社区及信息资源
- OASIS OpenDocument Technical Committee （页面存档备份，存于） 协调OpenDocument格式开发，提供官方标准与基本结构的等的资源
- Technical disputes regarding ODF vs. OOXML （页面存档备份，存于）
- Microsoft Office (2007, 2010 and 2013), Differences between the OpenDocument Text (.odt) format and the Word (.docx) format （页面存档备份，存于）
- ODF與Microsoft Word格式轉換Plug-In （页面存档备份，存于）
- 南非與巴西宣佈ODF成為國家標準文件格式 （页面存档备份，存于）